# Pirro della Sassetta
Pirro Orlandi della Sassetta, anche detto Pino Orlandi della Sassetta (XIII secolo – presumibilmente gennaio 1315), è stato un nobile e condottiero italiano.

## Biografia
Pirro, fu signore della Sassetta tra la fine del XIII secolo e l'inizio del XIV secolo. Nel 1284, assieme alla consorteria degli Orlandi, partecipò alla battaglia della Meloria, dove comandò una nave. In tale scontro, Pirro venne fatto prigioniero ed in seguito fu rilasciato dai genovesi.
Si presume che perì nel gennaio del 1315.